# Ima ni Kitto...In My LIFE
Singles de Maki Gotō
Suppin to Namida.
(2005) Glass no Pumps
(2006)
 Ima ni Kitto... In My LIFE  (今にきっと… In My LIFE) est le 14e single en solo de Maki Gotō dans le cadre du Hello! Project, sorti en janvier 2006 au Japon.

## Présentation
Le single sort le 25 janvier 2006 au Japon sous le label Piccolo Town, écrit et produit par Tsunku. Il atteint la 12e place du classement de l'Oricon ; c'est le seul single de Maki Goto au Hello! Project à ne pas se classer dans le top 10. Il se vend à 17 635 exemplaires la première semaine, et reste classé pendant 4 semaines, pour un total de 21 409 exemplaires vendus. Il sort aussi en format "Single V" (DVD), mais pas également en édition limitée contrairement à la plupart de ses singles.
La chanson-titre du single ne figure sur aucun de ses albums studio. Elle figurera finalement sur l'album compilation Maki Goto Complete Best Album 2001-2007 sorti en 2010, trois ans après son départ du label.

## Liste des titres
Toutes les chansons sont écrites et composées par Tsunku.
| 1. | Ima ni Kitto... In My Life (今にきっと… In My LIFE)                               | Shunsuke Suzuki | 4:12 |
| 2. | Kitto Kareshi ga Dekiru Houhou (きっと彼氏が出来る方法)                           | Nao Tanaka      | 3:17 |
| 3. | Ima ni Kitto... In My Life (instrumental) (今にきっと… In My LIFE (instrumental)) | Shunsuke Suzuki | 4:10 |

| 1. | Ima ni Kitto... In My Life (今にきっと… In My LIFE)                                 |  |
| 2. | Ima ni Kitto... In My Life (Close-up Ver.) (今にきっと… In My LIFE (Close-up Ver.)) |  |
| 3. | Making of (メイキング映像)                                                          |  |